# Танец в деревне (картина Ренуара)
«Та́нец в дере́вне» (фр. Danse à la campagne) — картина, написанная  в 1883 году французским художником Пьером Огюстом Ренуаром (Pierre-Auguste Renoir, 1841—1919). Размеры — 180,3 × 90 см.

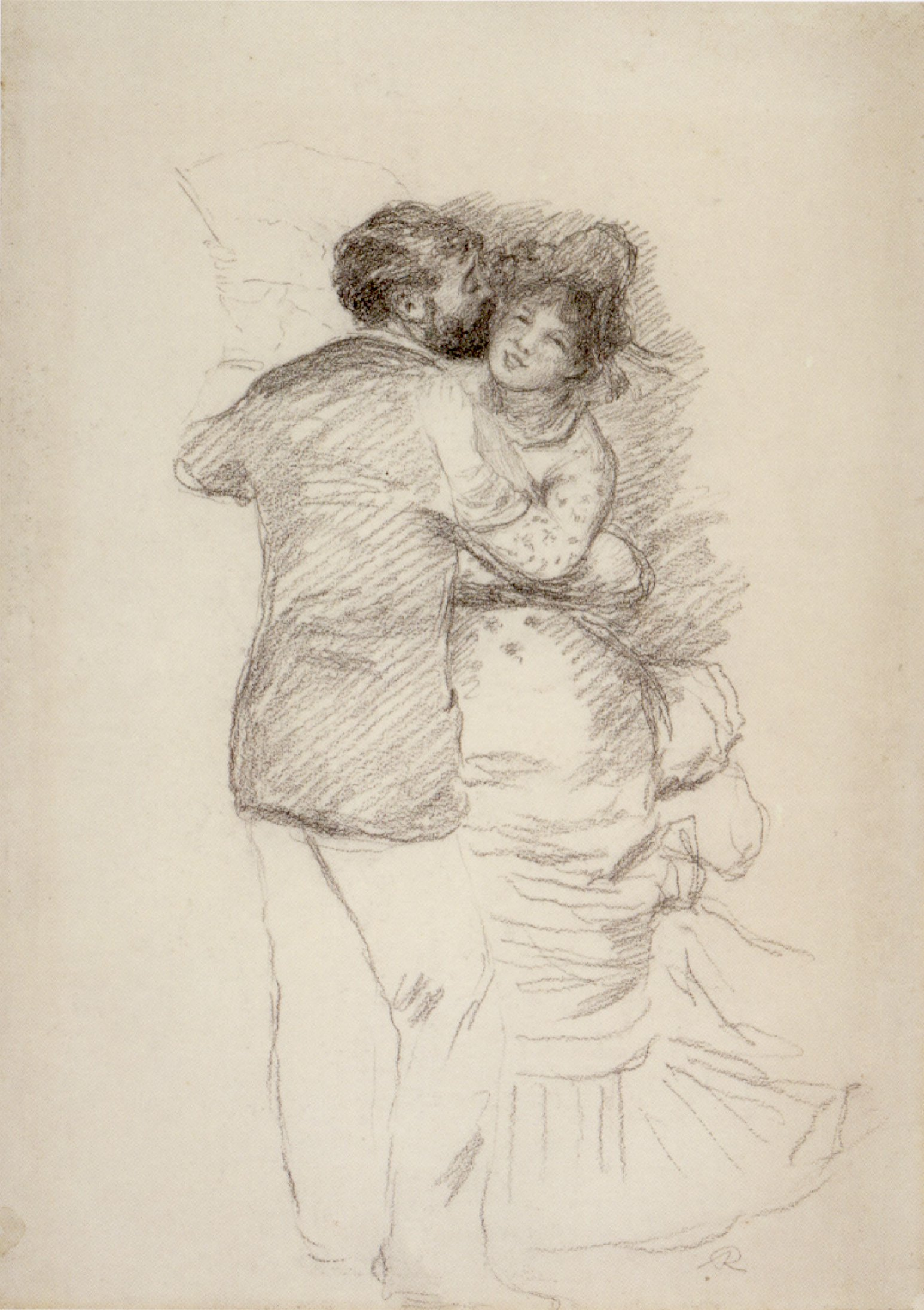
Карандашный набросок Ренуара

## История и описание
В 1883 году Ренуар написал три картины, изображающие танцующие пары — «Танец в городе», «Танец в Буживале» и «Танец в деревне». В отличие от более ранней картины художника «Бал в Мулен де ла Галетт» (1876), где было изображено множество танцующих пар, в каждой из этих картин художник персонифицирует сюжет и концентрируется на одной паре, выписывая её во всех подробностях.
Картина, написанная под влиянием поездки художника в Италию в 1881 году, где он черпал вдохновение у Рафаэля, ознаменовала эволюцию художника, который тогда пытался порвать с импрессионизмом.
На картине изображена пара, танцующая на открытой террасе ресторана, на фоне каштановых деревьев. Правее танцующих изображён столик, накрытый скатертью, за которым они, по-видимому, сидели перед танцем. Женщина, позировавшая для картины  — Алина Шариго (Aline Charigot), будущая жена Ренуара, а позирующим мужчиной был Поль Лот (Paul Lhôte) — близкий друг Ренуара, искатель приключений, журналист и писатель.
С 26 апреля по 17 июля 2006 года картина «Танец в деревне» выставлялась в Государственной Третьяковской галерее в Москве (в здании на Крымском Валу), в рамках выставки «Шедевры музея Орсе», посвящённой 150-летию ГТГ.